# Economía en una lección
Economía en una lección es un libro introductorio a la economía liberal. Fue escrita por Henry Hazlitt y publicado en 1946, sobre la base del ensayo de Frédéric Bastiat Ce qu'on voit et ce qu'on ne voit pas (Lo que se ve y lo que no se ve).
La "una lección" se afirma en la primera parte del libro:

el arte de la economía consiste en mirar no sólo a lo inmediato, sino los efectos largos de realizar cualquier acto o política, consiste en ubicar las consecuencias de esa política no sólo para un grupo sino para todos los grupos.

La segunda parte, que consta de veinticinco capítulos, cada uno habla sobre alguna creencia o postura económica contraria a la del autor, e intenta argumentar que dichas creencias o posturas son falacias.

## Ediciones
En una edición en rústica de 1961, un nuevo capítulo se ha añadió sobre el control de los alquileres, que no se había considerado en la primera edición. Unas pocas estadísticas y referencias ilustrativas fueron actualizados a la fecha.
En 1978, una nueva edición estuvo disponible. Además de actualizar todas las ilustraciones y estadísticas anteriores, un nuevo capítulo sobre el control de los alquileres sustituyó al anterior de 1961, y un nuevo capítulo final, "La lección treinta años después", se añadió. En inglés la editorial estadounidense Fox & Wilkes publicó una edición especial por el aniversario 50 del libro, en 1996.
En español "Economía en una lección" ha sido publicada por la editorial española Unión Editorial en 1981, y por el Instituto Mises en 2022.